# Егорова, Полина Фёдоровна
Полина Фёдоровна Егорова (18 октября 1927, Пенза — 2 марта 2021, Москва) — советский педагог, общественный деятель, Директор Московской средней школы № 52 имени Ф. Э. Дзержинского. Герой Социалистического Труда (1978).

## Биография
Родилась 18 октября 1927 года в городе Пензе в рабочей семье, её отец — Клеймёнов Фёдор Васильевич (1906—1976), кавалер двух орденов Ленина, был директором совхоза «Ряжский» Ряжского района Рязанской области (1945—1969).
В середине 1930-х годов П. Ф. Егорова вместе со своей семьёй переехала в Рязанскую область.
В 1950 году окончила Московский государственный педагогический институт иностранных языков и начала работать учительницей в одной из московских средних общеобразовательных школ.
С 1958 по 1983 годы — директор Московской средней школы № 290, а затем — средней школы № 52 имени Ф. Э. Дзержинского с углубленным изучением немецкого языка в Дзержинском районе.
20 июля 1971 года «за заслуги в обучении и коммунистическом воспитании учащихся по итогам восьмой пятилетки (1966—1970)» Указом Президиума Верховного Совета СССР П. Ф. Егорова была награждена Орденом Трудового Красного Знамени.
27 июня 1978 года Указом Президиума Верховного Совета СССР «за большие заслуги в деле обучения и коммунистического воспитания учащихся» Полина Фёдоровна Егорова была удостоена звания Героя Социалистического Труда с вручением Ордена Ленина и золотой медали «Серп и Молот».
Помимо основной деятельности П. Ф. Егорова избиралась депутатом Дзержинского районного Совета города Москвы, членом Дзержинского райкома КПСС, кандидатом в члены Московского горкома КПСС. В 1981 году была делегатом XXVI съезда КПСС. Являлась членом редколлегии журналов «Семья и школа» и «Народное образование».
С 1983 года — на пенсии.

## Награды
- Медаль «Серп и Молот» (27.06.1978)
- Орден Ленина (27.06.1978)
- Орден Трудового Красного Знамени (20.07.1971)
- Медаль Н. К. Крупской

и другие медали.